# Ectatomma
Ectatomma este un gen neotropical de furnici din subfamilia Ectatomminae. Genul conține 17 specii existente descrise și o specie dispărută.

## Distribuție și habitat
Ectatomma este unul dintre cele mai comune genuri din regiunea neotropicală, majoritatea speciilor fiind sud-americane în distribuția lor, dar altele pot fi găsite în America Centrală precum și populații rare din Caraibe. Ecatomma, se găsește în pădurile tropicale, savane, în mediile uscate și în zonele cultivate.

## Specii
- Ectatomma brunneum Smith, 1858
- Ectatomma confine Mayr, 1870
- Ectatomma edentatum Roger, 1863
- Ectatomma gibbum Kugler & Brown, 1982

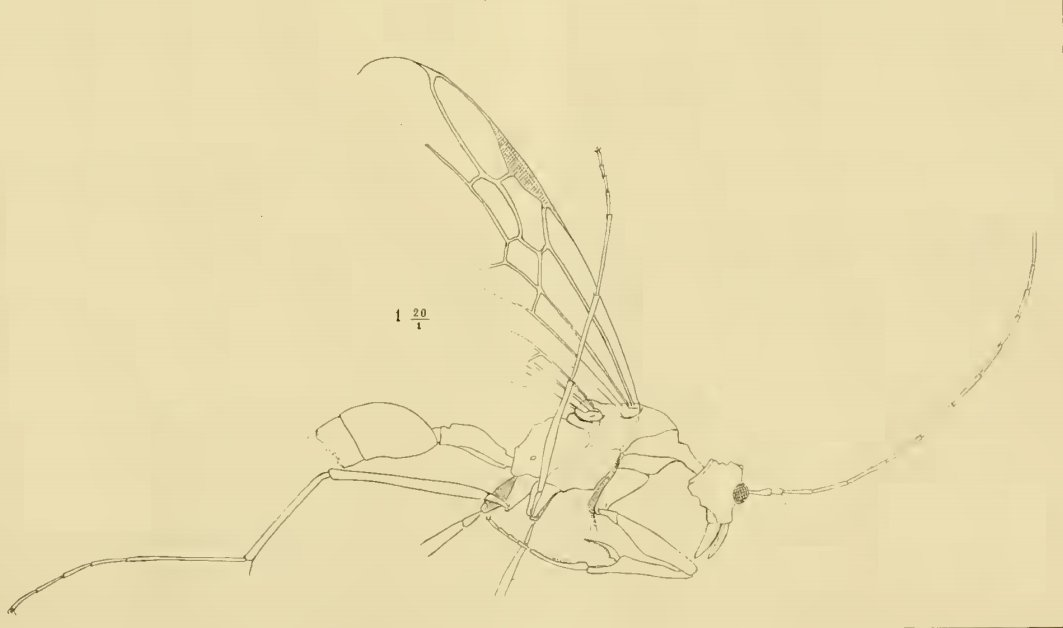
Ectatomma gracile holotip ilustrație mascul

- Ectatomma goninion Kugler & Brown, 1982
- †Ectatomma gracile Emery, 1891
- Ectatomma lugens Emery, 1894
- Ectatomma muticum Mayr, 1870
- Ectatomma opaciventre (Roger, 1861)
- Ectatomma parasiticum Feitosa & Fresneau, 2008
- Ectatomma permagnum Forel, 1908
- Ectatomma planidens Borgmeier, 1939
- Ectatomma quadridens (Fabricius, 1793)
- Ectatomma ruidum (Roger, 1860)
- Ectatomma suzanae Almeida Filho, 1986
- Ectatomma tuberculatum (Olivier, 1792)
- Ectatomma vizottoi Almeida Filho, 1987